# Distretto di Yaohai
Il distretto di Yaohai (瑶海区S, Yáohǎi QūP) è un distretto della Cina, situata nella provincia dell'Anhui.